# Yesca

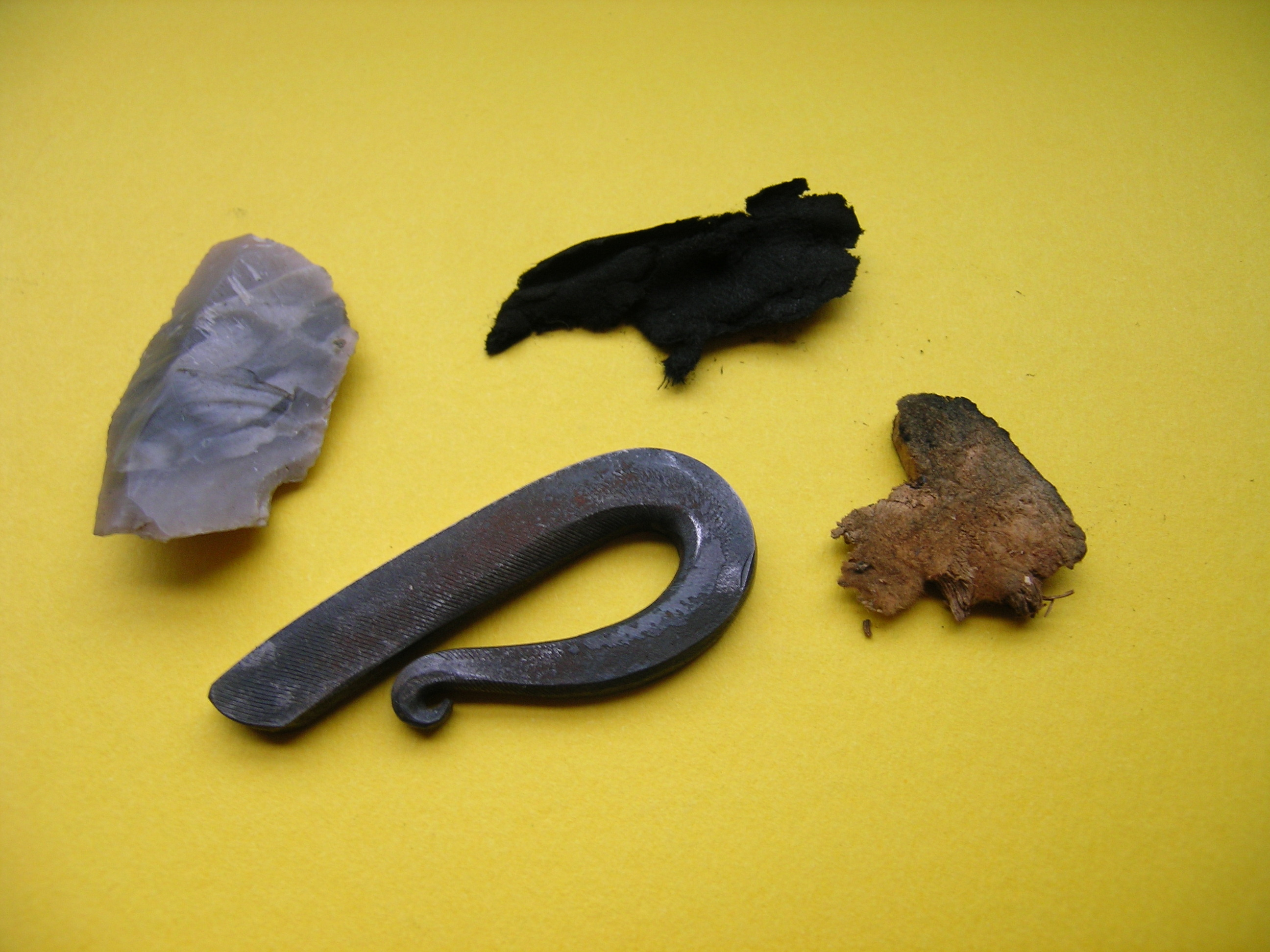
Yesquero

Se denomina yesca cualquier material muy seco, comúnmente de trapo quemado, cardo u hongos secos, y preparado  para que cualquier chispa prenda fuego en él.
En la antigüedad se utilizaron para esta función los llamados hongos yesqueros: entre ellos destaca Polyporus fomentarius Patouillard, (antes llamada Fomes fomentarius), hongo de gran tamaño (2-4 dm), con forma de casco de caballo, que presenta por debajo una esponja porosa productora de las esporas y que crece sobre el tronco de diversos árboles, normalmente enfermos. También se emplearon para el mismo fin otras especies del mismo género como Ungulina officinalis, U. marginata o U. annosa.